# اس‌اس میکل‌آنجلو
اس‌اس میکل‌آنجلو (به ایتالیایی: SS Michelangelo) یا میکلانژ یک کشتی اقیانوس‌پیمای ایتالیایی به طول ۲۷۵٫۸۱ متر (۹۰۴ فوت ۱۱ اینچ) بود که در سال ۱۹۶۲ ساخته و در سال ۱۹۷۷ به ایران فروخته شد.
در سال 1976 یک خریدار پیدا شد که با شرایط درخواست شده توسط ایتالیایی لاین موافقت کرد. شاه ایران این کشتی ها را خریداری کرد تا به عنوان پادگان شناور استفاده شود. کشتی هایی که هر کدام 45 میلیون دلار قیمت داشتند، اکنون به قیمت هر کشتی 2 میلیون دلار فروخته می شوند. میکل آنژ به بندرعباس رفت و پانزده سال بعد را در آنجا سپری کرد. در سال 1978 برنامه‌هایی برای بازسازی او به عنوان کشتی تفریحی لوکس Scià Reza il Grande (به افتخار رضا شاه) انجام شد. با این حال، یک تیم متخصص که از ایتالیا برای بازرسی کشتی فرستاده شد، به این نتیجه رسیدند که وی به قدری خراب شده است که بازسازی را به گزینه ای مناسب تبدیل کند. در سال 1983 برنامه های مشابهی دوباره انجام شد، اما آنها نیز کوتاهی کردند. سرانجام، در ژوئن 1991، او در محوطه کشتی‌شکن گدانی، پاکستان اسقاط شد.